# Doppiaggese

Il cinefonico durante un doppiaggio (Cinecittà, 1972)

Il doppiaggese è una variante di una lingua che compare in alcuni film come risultato del doppiaggio. Questa variante è caratterizzata da un linguaggio molto influenzato dalla lingua di partenza (la lingua straniera parlata dagli attori nel film) e da una sintassi e un lessico che risultano innaturali o artificiosi nella lingua di destinazione (la lingua parlata dagli spettatori). Il più delle volte è un risultato imposto dalla necessità di trovare un compromesso fra traduzione del copione e rispetto dei tempi e del labiale dell'opera originale.
Si tratta di un fenomeno linguistico che «ha influenzato direttamente non soltanto l'intera lingua del cinema italiano (il cosiddetto filmese), ma anche l'italiano scritto e parlato tout court», sia attraverso i «numerosi calchi, soprattutto dall'inglese [sia] soprattutto per quella generale impressione di artificiosa formalità e azzeramento delle varietà tipica di quasi tutti i doppiaggi, nei quali lo scaricatore di porto parla come l'avvocato». In molti casi, a causa dell'influenza pervasiva dei media sulla cultura di massa, le forme artificiose del doppiaggese si sono affermate prepotentemente, insediandosi stabilmente nella lingua di destinazione, fino a far perdere la percezione del loro carattere originariamente innaturale.
Il termine "doppiaggese" nasce come neologismo nell'ambiente degli addetti ai lavori, coniato con un intento a metà tra l'autoironico e il dispregiativo.

## Caratteristiche
Definito anche «forma paraletteraria dell'oralità», il doppiaggese si contraddistingue per la forte presenza di calchi, talvolta anche di errori grammaticali o lessicali, l'uso di registri linguistici inadeguati al contesto e al livello di istruzione del personaggio, e in generale uno stile piatto e scarsamente inventivo, che tende a replicare le strutture della lingua di partenza. Fabio Rossi definisce il doppiaggese «quella forma d'italiano ibrida tra falsa colloquialità (ricca di calchi e stereotipi), pronuncia impeccabile e formalismo».
L'impiego del doppiaggese può portare a delle modifiche al lessico della lingua comunemente parlata: alcuni verbi prima inutilizzati divengono, per effetto della lingua usata nei film, più frequenti e, talora, assumono significati che originariamente non avevano. Ne è un esempio realizzare per rendersi conto/capire/avere consapevolezza, ricalcato dall'inglese to realize.

### Interferenze linguistiche e sincronizzazione labiale
Tuttavia, è da specificare che talvolta risulta complesso, se non impossibile, rispettare i movimenti della bocca o la lunghezza delle battute degli attori sullo schermo, così come il numero di sillabe: alcune traduzioni risultano forzate proprio per evitare di apparire troppo difformi dalla mimica degli attori.
D'altro canto, come è stato osservato in uno specifico studio dedicato al linguaggio delle fiction televisive, spesso le scelte del doppiaggese sono il frutto della sciatteria delle traduzioni, con appiattimenti e fenomeni di adesione letterale del doppiaggio televisivo all'originale inglese (sia britannico, sia americano) anche laddove non esistano esigenze di sincronizzazione. I traduttori sconfinano nel gratuito calco sintattico anche quando l'equivalente espressione italiana non porrebbe problemi di lunghezza: è il caso, ad esempio, di absolutely reso molto spesso e impropriamente come "assolutamente sì", divenuto ormai un tormentone, laddove la traduzione naturale sarebbe "certamente".

#### Calchi
Numerosissimi sono i calchi e le forme tipiche del doppiaggese che spesso, per un fenomeno di profonda interferenza, sono entrati stabilmente nell'uso non solo del filmese, ma anche dell'italiano, non solo nella variante popolare.

### Ipercorrettismi
Un altro fenomeno del linguaggio del doppiaggio è l'ipercorrettismo di alcune forme della prosa, dovute al tentativo maldestro dei traduttori di perseguire la ricercatezza del linguaggio. Un esempio è dato dal debordare del congiuntivo nei doppiaggi televisivi, che domina nettamente sull'indicativo nelle forme verbali rette da che, chi, quale (ad esempio, 187 contro 2 nella versione italiana del film Nata ieri di George Cukor): nei fatti l'uso del congiuntivo è diventato automatico ogni qualvolta il verbo compaia in proposizioni relative improprie introdotte da che, chi, quale, con effetti linguistici aberranti.

## Reazioni
L'uso di calchi e di forme linguistiche tipiche del doppiaggese è così diffuso, anche nel linguaggio comune, da non essere, spesso, nemmeno percepito come estraneo. Alcune forme sembrano associate soprattutto alla dimensione mediatica del bagaglio personale di conoscenze: si tratta di quei parlanti il cui lessico è profondamente influenzato dalla notevole frequenza con cui tali forme ricorrono nel linguaggio della programmazione televisiva e, in minor misura, di quella cinematografica. Alcune di queste forme sono in grado di ingenerare reazioni di irritazione e rigetto, come è il caso dell'espressione «assolutamente sì/assolutamente no» (o «assolutamente», come avverbio isolato). Ad esempio, è stato osservato l'uso e l'abuso insistente dell'avverbio «assolutamente», in funzione sia affermativa, sia negativa, da parte di Fedro Francioni, personaggio televisivo dell'edizione 2003 del reality show Il Grande fratello. La stessa accanita insistenza nell'indulgere all'uso intensivo dell'avverbio «assolutamente» è stata imputata a Simona Ventura dal critico televisivo Aldo Grasso.

### Satira del doppiaggese
In molti casi, l'uso insistito di forme del doppiaggese fornisce lo spunto per satire e stroncature ironiche e divertite. Famose sono alcune gag incentrate proprio sulle stranezze e i tic strampalati del doppiaggese televisivo e cinematografico, come, ad esempio, un dialogo da telenovela messo in scena dal Trio Lopez-Solenghi-Marchesini:
Significativa è anche la gag Chiquito y Paquito, il duo comico interpretato da Massimo Olcese e Adolfo Margiotta:
Sì, dico a te! Fottiti!»
Un esempio dell'affastellarsi di tic linguistici provenienti dal linguaggio del doppiaggio televisivo e cinematografico è stato offerto da Filippo Ottoni, traduttore teatrale, in un suo intervento al convegno Esperienze di multilinguismo in atto, organizzato dall'Accademia della Crusca nel maggio 2009, nel quale interveniva in veste di presidente dell'AIDAC - Associazione italiana dialoghisti adattatori cinetelevisivi. In quell'occasione, Ottoni ha presentato un filmato, in cui due giovani si risvegliano dopo aver trascorso la notte insieme al loro primo incontro occasionale, senza nemmeno conoscere i rispettivi nomi: lo scambio di battute durante la prima colazione, con il contrasto tra l'espressione ricercata e stupita del ragazzo (Giovanni, purista della lingua italiana e seguace dell'Accademia della Crusca) e il linguaggio che sfoggia la ragazza («il mio nome è Sara... Sara Crusca», impiegata al MiBAC, l'attuale Ministero della cultura), pieno zeppo, in maniera parossistica, di tic e tòpoi linguistici di origine mediatica, è in grado di illustrare, secondo Ottoni, «il tipo di linguaggio col quale si esprimono molti nostri giovani nutriti esclusivamente di fiction tv e film afflitti dal doppiaggese».